# Ruta 9 (Paraguay)
La Ruta PY09 «Dr. Carlos Antonio López» más conocida como la Ruta Transchaco, es una carretera de Paraguay que atraviesa la región occidental del país. Nace en José Falcón (frontera con Argentina), y termina en Fortín Sargento Rodríguez (frontera con Bolivia). Su extensión total es de 780 kilómetros.
Posee uno o dos carriles por mano en diferentes zonas de su recorrido. Actualmente se está ejecutando un proyecto de reconstrucción y duplicación. Se trata prácticamente de la construcción de una vía nueva que irá paralela a la ya existente, a 12 metros de distancia, de manera a no interrumpir el tránsito.Habrá dos tramos duplicados, el primero abarca desde José Falcón hasta la rotonda del Puente Remanso (km 0 al km 19) y el segundo tramo desde Cerrito (Benjamín Aceval) hasta Villa Choferes del Chaco (km 48 al km 447).
En la frontera con Argentina, esta ruta continúa con el nombre de Ruta Nacional 11, mientras que en la frontera con Bolivia continúa con el nombre de Ruta Nacional 6.

## Historia
Luego de siglos de intentos e imposibilidades, se destrabó el último obstáculo para permitir el florecimiento de toda una región: El Chaco Boreal. La construcción de la ruta transchaqueña permitió integrar esta extensa región al país, y a actuar como nexo con los países limítrofes.
El 28 de febrero de 1955 se firmó el decreto presidencial que creó la Comisión procamino Filadelfia-Villa Hayes. Fue el gesto que aseguró la concreción de un sueño que, paradójicamente hasta entonces más se parecía a una pesadilla vivida constantemente por mucha gente: la ruta a través de la región chaqueña.
Poco tiempo después, se suscribía un acuerdo del proyecto de construcción de la ruta, cuya culminación se tenía prevista para finales de 1957. Las dificultades no tardaron en aparecer, y la ruta solo pudo estar terminada el 4 de octubre de 1961, cuando se conectaron los tramos norte y sur de la ruta Transchaco, en su tramo Asunción-Filadelfia, poniendo fin a un secular aislamiento de los lejanos confines del territorio chaqueño con relación al resto del país.
Al día siguiente se inauguraba la obra, por lo que se estableció el 5 de octubre como «Día del Camino», en homenaje a tan importante acontecimiento. Ese día comenzaba a quedar atrás siglos de aislamiento. Comenzaba, porque todavía faltaba un largo trecho por delante.
La historia de la ruta Transchaco arranca con la llegada a la región de los colonos menonitas, en la segunda mitad de la década de los años 20. Cuando se establecieron en sus tierras del Chaco central, se encontraron que su anhelada tierra prometida estaba aislada de todas partes. Si bien esa misma tierra demostró ser capaz de dar mucho de sí, la producción no podía ser acercada a los centros de comercialización.
Según cuenta el historiador menonita Gerhard Ratzlaff:

«La construcción de los primeros caminos (en el interior del Chaco) siguió el principio de la menor resistencia; hasta donde era posible se siguió la topografía del terreno. Por otro lado, en la vegetación más densa se trataba de no cortar los árboles grandes, con la intención de ahorrar energía humana. Así, los caminos resultaron llenos de curvas innecesarias».

Solo se contaba con la fuerza humana. No se tenía nada parecido a máquinas camineras.
El punto más cercano a las colonias menonitas era la estación terminal del ferrocarril Casado, que queda 75 kilómetros de la colonia más próxima y hasta donde solo se llegaba en carretas tiradas por bueyes, luego en carros tirados por caballos y mulas, con los que era posible duplicar el trecho en el mismo tiempo. Recién a mediados de la década del ‘40, los colonos adquirieron el primer camión, con el que se facilitó grandemente la travesía, o parte de ella, pues igual se dependía del sistema ferroviario de Casado para salir a la ribera del río Paraguay para, a través de él, llegar hasta las ciudades a lo largo de su curso, hasta Asunción.
No solo a los menonitas afectaba la falta de caminos. También a los muchos ganaderos que tenían sus estancias en el interior del Chaco. Las tropas de ganados transportados desde los confines chaqueños tardaban meses en cubrir 500, 600 u 800 kilómetros para llegar a los mercados asuncenos, con la consiguiente pérdida de peso y animales, y también de vidas humanas.
Ante esta situación, muchos colonos ya venían planteándose la posibilidad de salir del Chaco y buscar otro lugar menos aislado. Coincidentemente con estas posturas, en los Estados Unidos, en ocasión de una asamblea de las organizaciones menonitas, se analizó el tema de los colonos del Chaco, sus necesidades, y la dura vida que llevaban. Enterados de la situación, muchos de los suyos colaboraron dinero para la compra de maquinarias para la apertura de caminos. De esa manera, en 1952 llegó al Paraguay la primera topadora que pisó tierra chaqueña, y que se encargó de construir los primeros caminos entre las colonias.
La apertura de esos caminos llevó a los menonitas a pensar en la posibilidad de construir un camino más directo que pudiera unir a las colonias con Asunción, por un lado con Bolivia, por otro.

### Manos a la obra
La autoridad central menonita en los Estados Unidos gestionó con las autoridades norteamericanas la construcción de una ruta que uniera las colonias con la capital paraguaya. También se pusieron en contacto con las autoridades nacionales paraguayas, quienes acogieron la idea con entusiasmo, y solicitaron ayuda al gobierno norteamericano para dicho proyecto.
Por otro lado, los ganaderos del Chaco, encabezados por don Robert Eaton, también cooperaron en la concreción del proyecto que, en el marco del decreto del 28 de febrero de 1955, comenzó a tomar cuerpo con la firma del acuerdo del Proyecto de Construcción de la Ruta, entre el USA Operation Missions to Paraguay (USOM/Paraguay) y el Ministerio de Obras Públicas y Comunicaciones, además de otros acuerdos por medio de los cuales se otorgaron al Gobierno paraguayo varios préstamos para la ejecución de la obra. Entre octubre y noviembre de 1956 comenzaron los trabajos de construcción de la ruta Jardín Botánico/Piquete Cue, y a fines de febrero de 1957, arrancó la Transchaco desde Villa Hayes. Cuatro años después se terminaba la primera etapa.
El otro gran hito fue la construcción de los puentes en Remanso y en Concepción, a finales de la década de los 70, y las obras de pavimentación asfáltica que sellaron definitivamente el progreso de las laboriosas colonias menonitas en el Chaco, ayudaron ostensiblemente a mejorar las condiciones de vida de los habitantes de la región.

## Cabinas de peaje
- Km 267: Peaje Pozo Colorado
- Km 476: Peaje Cruce Toledo (en construcción)

## Ciudades

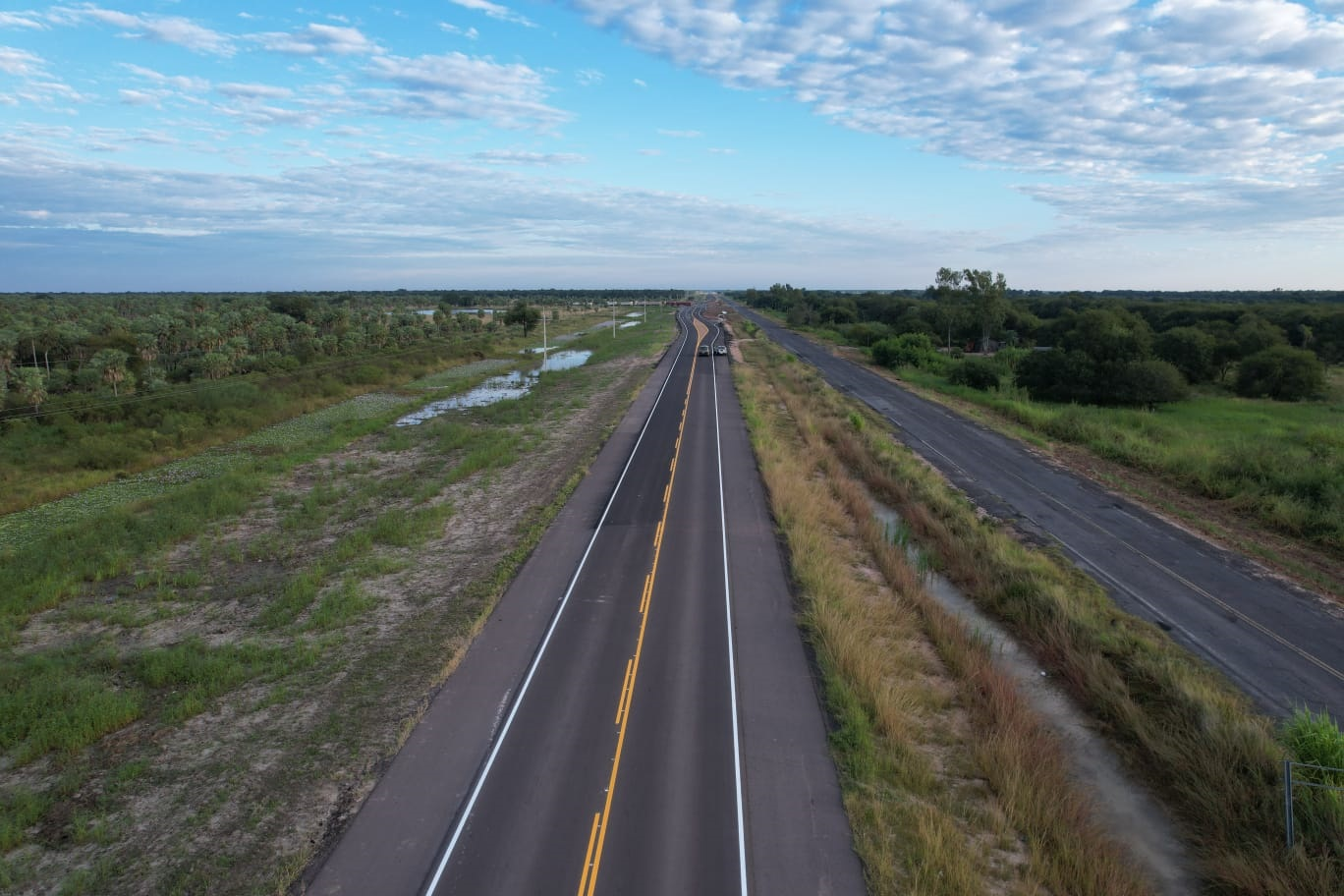
Tramo duplicado de la Ruta PY09 en una zona rural (a la derecha el tramo antiguo).

Las localidades más importantes por los que pasa esta ruta de sur a norte son:
| Kilómetro | Localidad                                                                                | Departamento     | Empalme     |
| --------- | ---------------------------------------------------------------------------------------- | ---------------- | ----------- |
| 0         | José Falcón (paso fronterizo con ARG)                                                    | Presidente Hayes | AR11/ PY12  |
| 11        | Nueva Asunción                                                                           | Presidente Hayes | D075        |
| 26        | Villa Hayes                                                                              | Presidente Hayes |             |
| 34        | Benjamín Aceval                                                                          | Presidente Hayes |             |
| 131       | Coronel Arturo Bray (Kilómetro 134) (Desvío a Teniente Fariña)                           | Presidente Hayes |             |
| 157       | Pa'i Puku (Kilómetro 160)                                                                | Presidente Hayes | D088        |
| 171       | Río Negro (Kilómetro 173)                                                                | Presidente Hayes |             |
| 189       | Pozo Azul (Kilómetro 192) (Desvío a Teniente coronel Cabral)                             | Presidente Hayes |             |
| 207       | Montelindo (Kilómetro 210)                                                               | Presidente Hayes |             |
| 267       | General Luis Irrazábal (Pozo Colorado)                                                   | Presidente Hayes | / PY05      |
| 317       | Desvío a Nueva Mestre                                                                    | Presidente Hayes |             |
| 323       | Río Verde                                                                                | Presidente Hayes | D089        |
| 385       | Teniente Irala Fernández                                                                 | Presidente Hayes |             |
| 408       | Cruce de los Pioneros (Desvío a Lolita)                                                  | Presidente Hayes | D090        |
| 422       | Villa Boquerón (Desvío a Loma Plata)                                                     | Boquerón         | D098        |
| 427       | Desvío a Yalve Sanga                                                                     | Boquerón         |             |
| 441       | Desvío a Filadelfia                                                                      | Boquerón         |             |
| 448       | Villa Choferes del Chaco (Desvío a Neuland)                                              | Boquerón         | PY16 y D093 |
| 476       | Cruce Toledo                                                                             | Boquerón         |             |
| 492       | Desvío a Laguna Negra                                                                    | Boquerón         |             |
| 524       | Mariscal Estigarribia                                                                    | Boquerón         | PY15 y D024 |
| 645       | La Patria (Desvío a Mayor Infante Rivarola, paso fronterizo oficial con BOL)             | Boquerón         | D092        |
| 667       | Fortín Teniente Agripino Enciso (Siracuá)                                                | Boquerón         |             |
| 704       | Desvío a Ñu Guazú                                                                        | Boquerón         |             |
| 728       | Fortín Nueva Asunción (Pykasú)                                                           | Boquerón         |             |
| 760       | Fortín General Eugenio Garay (Ex Yrendagüe) (Desvío a Parque Nacional Médanos del Chaco) | Boquerón         |             |
| 780       | Fortín Sargento Rodríguez (frontera con BOL)                                             | Boquerón         | BO06        |

| Paraguay | Rutas Nacionales de Paraguay (recategorización por el M.O.P.C desde 2019) |  |
| --- | ------------------------------------------------------------------------- |  |
| PY01 - PY02 - PY03 - PY04 - PY05 - PY06 - PY07 - PY08 - PY09 - PY10 - PY11 PY12 - PY13 - PY14 - PY15 - PY16 - PY17 - PY18 - PY19 - PY20 - PY21 - PY22 |                                                                           |  |